# George Anson (1797-1857)
George Anson (13 octobre 1797 - 27 mai 1857) est un officier militaire britannique et homme politique whig de la famille Anson.

## Jeunesse
Anson est le deuxième fils de Thomas Anson (1er vicomte Anson), et sa femme Anne Margaret Coke, fille de Thomas Coke, 1er comte de Leicester de Holkham Hall, Norfolk. Thomas Anson (1er comte de Lichfield) est son frère aîné.
Il fait ses études au Collège d'Eton.
Anson entre dans l'armée en 1814 en tant qu'enseigne dans la 3e (Scots Fusiliers) Guards et sert très tôt dans les guerres napoléoniennes et combat à la bataille de Waterloo. Il siège ensuite en tant que député pour Great Yarmouth de 1818 à 1835, pour Stoke-upon-Trent de 1836 à 1837 et pour Staffordshire South de 1837 à 1853 et est magasinier de l'Ordnance sous Lord Melbourne de 1835 à 1841 et greffier de l'artillerie sous Melbourne en 1841 et sous Lord John Russell de 1846 à 1852.

## Service en Inde
En 1853, Anson est promu au grade de major-général. L'année suivante, il est nommé au commandement de l'armée de Madras en 1854, et au début de 1856 devient commandant en chef en Inde. Il est colonel du 55e (Westmorland) régiment d'infanterie à partir du 12 décembre 1856. Étant donné que la carrière militaire antérieure d'Anson consiste en quelques mois de service actif en tant que subalterne dans les gardes (notamment à Waterloo), une décennie de service à domicile à Londres tout en siégeant au Parlement en tant que député, et 26 ans et demi à demi-solde, ces nominations suscitent des commentaires mécontents dans certains milieux et sont présentées comme un exemple de «patronage des Horse Guards » à son paroxysme. Sa décision d'accepter la nomination de Madras provoque la surprise dans les cercles politiques et sociaux anglais, où il est principalement connu pour ses manières courtoises, sa beauté et sa femme séduisante, et son habileté aux cartes.
Au cours de sa courte période en tant que commandant en chef en Inde, Anson provoque du ressentiment en montrant des préjugés contre l'armée de la Compagnie des Indes orientales et ses cipayes. Il nomme tous ses aides de camp de l'armée de la Reine, dont il est issu. Il est cité comme déclarant qu'il ne pourrait jamais voir une sentinelle cipaye « sans se détourner avec dégoût de son apparence de non-soldat ». Le gouverneur général Charles Canning commente qu'Anson « était plutôt une déception - mais qu'il serait très difficile de se quereller avec quelqu'un d'aussi imperturbable bon caractère, et si complètement gentleman ».
La nomination d'Anson coïncide avec le début de la période de tension et de désaffection menant au déclenchement de la rébellion indienne de 1857. Le 23 mars 1857, Anson déclare à un défilé d'officiers indiens de l'armée du Bengale que les rumeurs selon lesquelles le gouvernement interférerait avec leurs croyances religieuses et leur caste étaient complètement fausses. Il demande aux officiers de convaincre les cipayes sous leur commandement que c'est le cas. Anson lui-même rapporte une semaine plus tard que le problème de la cartouche graissée ne sont qu'un prétexte pour protester, ajoutant que "les cipayes ont été choyées - et sont devenus insolents au-delà de la tolérance". Il ordonne cependant le report des tirs au but dans les dépôts de mousqueterie ; ce qui aurait impliqué la morsure réelle des cartouches et est donc la cause immédiate de la méfiance parmi les soldats. Alors qu'Anson semble avoir pris conscience de la gravité de la situation et avoir ordonné une analyse des emballages de cartouches en cause, il quitte le centre de formation d'Ambala sans prendre de mesures plus décisives. « La réparation et l'enquête sont toutes deux gênantes, alors le camp du quartier général marche jusqu'à Simla », a commenté l'instructeur britannique de mousqueterie, laissé au dépôt au milieu du mécontentement tourbillonnant parmi les cipayes là-bas.
Le 12 mai, Anson et son état-major se trouvent à Shimla lorsque la nouvelle du déclenchement réel de la mutinerie à Meerut et à Delhi lui parvient. Il ordonne immédiatement que les troupes européennes prennent possession des différents arsenaux du Pendjab mais retarde son propre départ pour le centre de la rébellion le temps que les problèmes logistiques soient résolus. Anson quitte finalement Ambala pour Delhi le 23 mai à la tête de trois régiments de troupes britanniques et de quelques unités cipayes qu'il considère comme fiables. Son intention est de se joindre à la brigade Meerut et de continuer à reprendre Delhi. Cependant, Anson est décédé du choléra quatre jours après le début de la marche, à l'âge de 59 ans. Il est enterré à Karnal. Le corps est ensuite exhumé et ramené en Angleterre pour être enterré au cimetière de Kensal Green.

## Vie privée
Anson épouse Isabella Elizabeth Annabella Weld-Forester, fille de Cecil Weld-Forester (1er baron Forester), et de Katherine Mary Manners, en 1830. Ils ont trois filles. Isabella n'a survécu qu'un an à son mari et est décédée en décembre 1858.
Anson est un éminent propriétaire de chevaux de course : il remporte le Derby d'Epsom avec Attila en 1842 et The Oaks deux ans plus tard avec The Princess.